# Johnny B. Goode
"Johnny B. Goode" pjesma je američkog glazbenika Chucka Berryja, objavljena 1958. godine. Pjesmu je napisao i skladao Berry te je postala veliki hit. 
"Johnny B. Goode" smatra se jednom od najprepoznatljivijih pjesama popularne glazbe. Često se smatra "prvim rock & roll hitom o položaju rock & rolla", te su je obradili mnogi glazbenici i izvođači, a osvojila je i brojne nagrade i priznanja. Pjesma se također nalazi na sedmom mjestu Rolling Stone'ove liste 500 najboljih pjesama svih vremena.

## Kompozicija i snimanje
Pjesmu je 1955. godine napisao Berry, a govori o nepismenom dečku sa sela oko New Orleansa, koji svira gitaru "kao da zvoni zvono", i koji će jednoga dana možda svoje ime vidjeti "u svijetlu". Berry je objasnio kako je pjesma polovično autobiografska te kako je Johnny trebao biti "obojeni dečko", ali promijenio ga je u "dečka sa sela" kako bi pjesmi bilo dopušteno emitiranje na radiju. Naslov pjesme također daje autobiografski element, pošto se Berry rodio u ulici 2520 Goode Avenue, u St. Louisu.
Pjesma je prvobitno bila inspirirana Johnnieom Johnsonom, pijanistom iz Berryjevog sastava, ali temu je Berry ipak preusmjerio na sebe. Johnson je svirao na mnogo pjesama zajedno s Berryjem. Neki izvori tvrde kako je Lafayette Leake svirao klavir na ovoj pjesmi, ali većina daje tu čast Johnsononu. Snimanje su financirali Leonard i Phil Chess, kao i inženjer zvuka i vlasnik studija Jack Sheldon Wiener.
Gitarski riff koji započinje pjesmu "Johnny B. Goode" je uglavnom samo proširena verzija jedno-notnog soloa Louisa Jordana iz njegove pjesme "Ain't That Just Like a Woman" iz 1946. godine, koju je odsvirao gitarist Carl Hogan. Berry, prvo je snimio uvodni riff i ritam gitaru pa zatim angažirao ostale instrumente.
Berry je napisao još četiri pjesme o liku Johnny B. Goode, "Bye Bye Johnny", "Go Go Go", "Johnny B. Blues" i "Lady B. Goode"; i naslov albuma, i 19-minutnu instrumental pjesmu s tog istog albuma, "Concerto in B. Goode".

## Zasluge
- Chuck Berry – vokali, gitara
- Lafayette Leake[3] ili Johnnie Johnson[1] – glasovir
- Willie Dixon[3][1] – kontrabas
- Fred Below[3] ili Jasper Thomas[1] – bubnjevi